# Happy Mondays
Happy Mondays — британская рок-группа, бывшая одним из лидеров «манчестерской волны» (мэдчестер) на рубеже 1980—1990-х.

## История
Happy Mondays были образованы в начале 1980-х гг. в Манчестере. В 1985 году их выступление в клубе «Haçienda» увидел Тони Уилсон, владелец Factory Records, и предложил им записаться на его лейбле. Первой пластинкой стал мини-альбом «Forty Five». В 1986 году Happy Mondays записали вместе с Джоном Кейлом свой первый альбом. В 1988 году группа записала с Мартином Хэннетом свой второй альбом «Bummed» — многими считающийся самым лучшим в творчестве коллектива. К тому моменту звучание группы изменилось в сторону танцевально-психоделической музыки.
Выступления Happy Mondays не проходили без непременного участия Беза — накачанного экстази шоумена, без устали прыгавшего и бегавшего на сцене. В 1989 выходит мини-альбом «Hallelujah», записанный с Полом Окенфолдом. В 1990 году выходит третий альбом «Pills 'n' Thrills and Bellyaches», считающийся классикой мэдчестера. Группа совершила турне по Америке и рассматривалась в Англии как одна из наиболее многообещающих групп нового десятилетия. Однако проблемы с тяжёлыми наркотиками и вызванная как следствие недисциплинированность не позволила группе развить свой успех. Записав альбом «Yes Please» (1992), группа разорила не только свой лейбл Factory Records, который вложил в запись полмиллиона фунтов стерлингов и был после выхода пластинки объявлен банкротом, но и сама прекратила своё существование.
Однако с начала 2000-х гг. группа периодически собирается для концертов, а в 2007 году выпустила новый альбом «Uncle Dysfunktional».

## Состав
- Шон Райдер — вокал
- Марк «Без» Берри — танцор, перкуссия
- Гари Велан — барабаны
- Марк Дей — гитара
- Пол Райдер — бас-гитара (скончался 15.07.22)
- Пол Дэвис — клавишные
- Роветта Сатчелл — бэк-вокал

## Дискография

### Альбомы
| Год  | Название                                                                              | Примечания                  |
| ---- | ------------------------------------------------------------------------------------- | --------------------------- |
| 1987 | Squirrel and G-Man Twenty Four Hour Party People Plastic Face Carnt Smile (White Out) | Студийный альбом            |
| 1988 | Bummed                                                                                | Студийный альбом            |
| 1990 | Pills 'n' Thrills and Bellyaches                                                      | Студийный альбом            |
| 1991 | Live                                                                                  | Записи с концертов          |
| 1992 | Yes Please                                                                            | Студийный альбом            |
| 1993 | Double Easy - The US Singles                                                          | Сборник; вышел только в США |
| 1995 | Loads                                                                                 | Сборник                     |
| 1999 | Greatest Hits                                                                         | Сборник                     |
| 2005 | Step On - Live in Barcelona                                                           | Концерт                     |
| 2005 | The Platinum Collection                                                               | Сборник                     |
| 2007 | Uncle Dysfunktional                                                                   | Студийный альбом            |

### Мини-альбомы
| Год  | Название           | Примечания             |
| ---- | ------------------ | ---------------------- |
| 1985 | Forty Five         | Студийный мини-альбом  |
| 1989 | Madchester Rave On | Студийный мини-альбом  |
| 1989 | Hallelujah         | Студийный мини-альбом  |
| 1990 | The Peel Sessions  | Радиоконцерт 1989 года |
| 1991 | The Peel Sessions  | Радиоконцерт 1986 года |